# Sauga (Fluss)
Der Fluss Sauga (estnisch Sauga jõgi) ist ein Fluss im Südwesten Estlands im Kreis Pärnu.
Der Fluss entspringt im Dorf Lokuta (Kreis Rapla). Er ist ein rechter Nebenfluss des Pärnu. Die Mündung befindet sich in der Stadt Pärnu etwa 1,3 km vor der Mündung des Pärnu in die Ostsee.
Der Sauga-Fluss ist 78 km lang. Sein Einzugsgebiet umfasst 578 km².